# Yuri Zhevnov
Iouri Vladimirovitch Jevnov (en russe : Юрий Владимирович Жевнов, souvent retranscrit Yuri Zhevnov) ou Iouri Ouladzimiravitch Jawnow  (en biélorusse : Юрый Уладзіміравіч Жаўноў) est un joueur de football biélorusse né le 17 avril 1981 à Dobrouch (Biélorussie). Il a évolué comme gardien de but.

## Biographie
Le 23 février 2010, il signe avec le Zenith Saint-Petersbourg pour quatre années.

## Équipe nationale
Yuri Zhevnov commença sa carrière internationale le 2 avril 2003, lors d'un match amical face à l'Ouzbékistan.
59 sélections et 0 but avec la Biélorussie depuis 2003.

## Statistiques détaillées

### En club
| Saison    | Club                     | Pays        | Championnat   | Championnat | Championnat |
| Saison    | Club                     | Pays        | Division      | Matchs      | Buts        |
| --------- | ------------------------ | ----------- | ------------- | ----------- | ----------- |
| 2000      | BATE Borissov            | Biélorussie | Vysshaya Liga | 6           | 0           |
| 2001      | BATE Borissov            | Biélorussie | Vysshaya Liga | 9           | 0           |
| 2002      | BATE Borissov            | Biélorussie | Vysshaya Liga | 14          | 0           |
| 2003      | BATE Borissov            | Biélorussie | Vysshaya Liga | 25          | 0           |
| 2004      | BATE Borissov            | Biélorussie | Vysshaya Liga | 26          | 0           |
| 2005      | FK Moscou                | Russie      | Premier-Liga  | 30          | 0           |
| 2006      | FK Moscou                | Russie      | Premier-Liga  | 19          | 0           |
| 2007      | FK Moscou                | Russie      | Premier-Liga  | 26          | 0           |
| 2008      | FK Moscou                | Russie      | Premier-Liga  | 20          | 0           |
| 2009      | FK Moscou                | Russie      | Premier-Liga  | 29          | 0           |
| 2010      | Zenith Saint-Petersbourg | Russie      | Premier-Liga  | 8           | 0           |
| 2011-2012 | Zenith Saint-Petersbourg | Russie      | Premier-Liga  | 5           | 0           |
| 2012-2013 | Zenith Saint-Petersbourg | Russie      | Premier-Liga  | 2           | 0           |
| 2014-2015 | Torpedo Moscou           | Russie      | Premier-Liga  | 2           | 0           |

## Palmarès

### Collectif
- Avec le MPKZ Mozyr :
  - Champion de Biélorussie en 1996.
  - Vainqueur de la Coupe de Biélorussie en 1996.

- Avec le BATE Borissov :
  - Champion de Biélorussie en 2002.

- Avec le Zénith Saint-Pétersbourg :
  - Champion de Russie en 2010 et 2012.
  - Vainqueur de la Coupe de Russie en 2010.
  - Vainqueur de la Supercoupe de Russie en 2011.

### Distinction personnelle
- Footballeur biélorusse de l'année 2010.